# Polefiskeri
Polefiskeri er en form for medefiskeri hvor der fiskes med en lang fiskestang uden øjer og hjulholder. Stængerne fremstilles af glasfiber eller kulfiber og kan købes for få hundrede til flere tusinde kroner. 
Linen fæstnes direkte til toppen af stangen og har en længde svarende til stangens længde. På linen monteres et flåd, blylod og en krog. Ved fangst og påsætning af agn svinges linen ind til hånden. Pole-stænger, også kaldet Roach Pole, findes i to typer: teleskopiske (2-10m) og "take-a-part" (8-16m), hvor sidstnævnte bruges med kortere liner.
Polefiskeri er en meget enkelt metode som er velegnet til nybegyndere, men bruges også ved konkurrencefiskeri da kast og landing af fisk kan udføres meget hurtigt. Med en "take-a-part" stang opnås der en meget nøjagtig kontrol over agnens placering i vandet.